# WTA Mumbai Open
Il WTA Mumbai Open, noto come L&T Mumbai Open per ragioni di sponsorizzazione, è un torneo femminile di tennis che si gioca a Mumbai in India. La prima edizione si è disputata nel 2017. Fa parte della categoria WTA 125 e si gioca sui campi in cemento del Cricket Club of India.

## Storia
Il torneo non si è disputato fra il 2013 e il 2016 a causa di diverse ragioni, ma nel 2017 il torneo fa il suo ritorno nella categoria WTA 125 e viene ricollocato a Mumbai.
La Maharashtra State Lawn Tennis Association (MSLTA) e la Maharashtra State Government si sono unite per riportare in vita l'evento, il primo a tenersi in India dal 2012 (conosciuto come Royal Indian Open) e il secondo in generale dopo quasi un decennio. L'evento viene disputato alla Cricket Club of India nel 2017 e 2018. Gli sponsor del torneo sono Larsen & Toubro.
Il Royal Indian Open non viene più riconosciuto come prima edizione del torneo, ma bensì uno a parte.
Nel 2024, il torneo fa il suo ritorno dopo sei anni d'assenza nello stesso impianto con lo stesso sponsor.

## Albo d'oro

### Singolare
| Anno       | Categoria     | Campionessa       | Finalista             | Punteggio        |
| ---------- | ------------- | ----------------- | --------------------- | ---------------- |
| 2017       | WTA 125       | Aryna Sabalenka   | Dalila Jakupovič      | 6–2, 6–3         |
| 2018       | WTA 125       | Luksika Kumkhum   | Irina Chromačëva      | 1–6, 6–2, 6–3    |
| 2019- 2023 | Non disputato | Non disputato     | Non disputato         | Non disputato    |
| 2024       | WTA 125       | Darja Semeņistaja | Storm Hunter          | 5–7, 7–6(6), 6–2 |
| 2025       | WTA 125       | Jil Teichmann     | Mananchaya Sawangkaew | 6-3, 6-4         |

### Doppio
| Anno       | Categoria     | Campionesse                            | Finaliste                          | Punteggio           |
| ---------- | ------------- | -------------------------------------- | ---------------------------------- | ------------------- |
| 2017       | WTA 125       | Victoria Rodríguez Bibiane Schoofs     | Irina Chromačëva Dalila Jakupovič  | 7–5, 3–6, [10–7]    |
| 2018       | WTA 125       | Natela Dzalamidze Veronika Kudermetova | Bibiane Schoofs Barbora Štefková   | 6–4, 7–6(4)         |
| 2019- 2023 | Non disputato | Non disputato                          | Non disputato                      | Non disputato       |
| 2024       | WTA 125       | Dalila Jakupović Sabrina Santamaria    | Arianne Hartono Prarthana Thombare | 6–4, 6–3            |
| 2025       | WTA 125       | Amina Anšba Elena Pridankina           | Arianne Hartono Prarthana Thombare | 7-6(4), 2-6, [10-7] |